# Борущица
Борущица е село в Южна България. То се намира в община Мъглиж, област Стара Загора.

## География
Село Борущица се намира в планински район – на южния склон на Стара планина, на 50 км северно от областния център Стара Загора и на 40 км североизточно от Казанлък. Надморската височина на жп гарата е 720 метра, но в района варира от 650 до 1200 метра. 
През селото преминава жп линията Дъбово – Царева ливада – Горна Оряховица.
Двете съседни села са Радунци (известно със своя санаториум за туберкулозни болести) и Кръстец. Кръстец се намира на билото на Стара планина и през него минава пешеходният туристически маршрут Ком – Емине.
Горите в района са както широколистни, така и смесени (широколистни и иглолистни). Преобладават бук и габър. Срещат се почти всички билки, характерни за българските планини, както и много горски плодове и гъби.
На 3 км южно от селото се намира пещерата Топлата дупка. На 2 километра западно от селото се намира "Церовитото кладенче" (планинска чешма с чиста, питейна изворна вода).
Планините в района са подходящи за туризъм и разходки, поради факта, че предоставят прекрасни гледки към недокосната природна среда. Планинските пътища са с много разклонения и не са описани, затова е препоръчително марширутът да се планира предварително и да не се отклонявате от него.

## История
С разположения недалеч от селото Царски връх е свързано интересно историческо предание. Според него именно там през 335 г. пр.н.е. е имало битка между войската на македонския цар Александър III Велики и местен тракийски владетел. Това е станало по време на похода на македонския цар срещу тракийското племе трибали в Мизия.
Предполага се, че Борущица е основано през 1323 година, по времето на цар Михаил Шишман. Към края на XIV век в него са се заселили бежанци от Боруй (Стара Загора), избягали след завладяването на града от турците през 1371 г. Вероятно с това събитие е свързан и произходът на името на селото (от Боруй).
Други предположения за произхода на името са от дървото „бор“, тъй като някога около селото е имало големи борови гори. Днес в Стара планина няма борове, но разкопки от региона и писмени източници показват, че в миналото е имало такива гори.
По времето на османското владичество освен българското име се е ползвало и турско име на селото – Бююк дере.

## Обществени институции и дейност на населението
През 1942 г. в селото е създадено читалище „Васил Левски“. В селото има и хранителен магазин. 
Местното население работи основно в структурите на БДЖ. Отделно хората се препитават с отглеждане на земеделски култури (основно картофи и боб), малко количество овце, произвеждат и сливова ракия.

## Редовни събития
Всяка пролет на църковния празник „Свети дух“ се организира събор – курбан, на който се събират хората от селото заедно със своите роднини и приятели. Тържеството от тази година се провежда в двора на новопостроения параклис „Св. Андрей“, който е построен с доброволния труд на местни хора и доброволни дарения.
Всяко лято пък се организира "Детска природолюбителска школа", като дейност на читалището в селото.

## Други
През последните 30 години се развива предимно като вилно селище с почивни станции, принадлежащи на фирми от Стара Загора и Раднево, и къщи за гости.
Има маркирани туристически пътеки към хижа „Българка“, а оттам и към връх Бузлуджа и Шипченския проход. Маршрутът до х. „Българка“ се изминава за около 3 часа, а до гр. Мъглиж – за около 5 часа.
На Борущица е наречена улица в квартал „Красна поляна 1“ в София (Карта).